# Sheldon Dorf

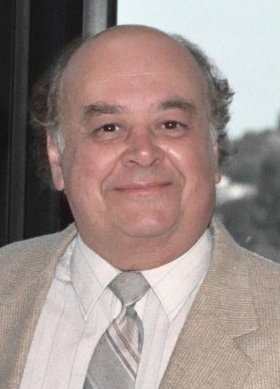

Sheldon Dorf, auch bekannt als Shel Dorf oder Shel (* 5. Juli 1933 in Detroit, Michigan; † 3. November 2009 in San Diego, Kalifornien) war ein amerikanischer Comic-Letterer und freischaffender Künstler. Er ist bekannt als Gründer der San Diego Comic-Con International, eine jährliche Comic-Veranstaltung in San Diego.

## Leben
Von klein auf war Dorf ein Fan von Comics und Comicstrips, insbesondere der Arbeit von Chester Gould an dem täglichen Strip Dick Tracy. Dorf studierte am Art Institute in Chicago, bevor er nach New York zog und seine Karriere als Freelancer im Bereich Commercial Design begann. In den 1960er Jahren lernte er mehrere Cartoonisten und Persönlichkeiten aus der Comicwelt kennen, darunter auch Jack Kirby.

### Comic-Con
1964 organisierte Robert Brusch einen Kongress für Comic-Fans. Im folgenden Jahr nahmen Jerry Bails und Sheldon Dorf an der Veranstaltung teil und tauften sie Detroit Triple Fan Fair, was sie zu einer jährlichen Feier machte. 1970 zog Sheldon nach San Diego, Kalifornien, wo er einen eintägigen Kongress organisierte, „in Vorbereitung auf einen weiteren großen Kongress, den er im Sinn hatte“. Forrest J. Ackerman war ein besonderer Gast auf der Convention.
San Diegos erste dreitägige Comic-Convention, die Golden State Comic-Con, fand vom 1. bis 3. August 1970 im U. S. Grant Hotel statt, und es würde schließlich die San Diego Comic-Con International werden. In den folgenden Jahren zog die Convention in das Hotel El Cortez um; der University of California und der Golden Hall, bevor sie seit 1991 im San Diego Convention Center stattfindet.